# Distretto di Harper
Il distretto di Harper è un distretto della Liberia facente parte della contea di Maryland. Il suo capoluogo è Harper.